# Essivo
Il caso essivo o di somiglianza porta il significato di una condizione d'esistenza temporanea, spesso equivalente all'italiano "in qualità di", "come". 
In finlandese questo caso è caratterizzato dall'aggiunta di -na/-nä al lessema nominale. Per esempio: lapsi (bambino) --> lapsena ("da bambino", "quando ero bambino").
In finlandese è anche usato per specificare tempo, giorni della settimana e date in cui qualcosa succede. Per esempio:
- maanantaina (di lunedì)
- kuudentena joulukuuta (il 6 di dicembre)

Alcune espressioni usano l'essivo con il significato ancestrale di locativo, per esempio "a casa" si dice kotona. Si osserva la somiglianza con l'uso italiano di "a casa/in casa mia":
- Luen lehtiä kotona (leggo giornali a casa). Se si usa l'inessivo kodissani, si sottolinea il contrasto con un altro luogo, come per esempio il garage.
- Kodissani tehdään remonttia (in casa mia stanno facendo una ristrutturazione)